# アグスタ A101
アグスタ A101
- 用途：輸送
- 分類：大型ヘリコプター
- 設計者：フィリッポ・ザパタ（Filippo Zappata）
- 製造者：アグスタ
- 初飛行：1964年10月19日
- 生産数：1機
- 運用状況：試作のみ

アグスタ A101（元々の名称はAZ 101）は、1960年代にイタリアで開発された大型輸送ヘリコプターの試作機である。イタリア軍からの発注が見込まれたが、購買顧客は現れず開発計画は1971年に放棄された。

## 概要
A101は、首輪式降着装置と3機のターボシャフトエンジンを持つシングルローターの保守的な設計であった。胴体には左右に乗員用の大きなスライディングドアと後部には貨物の積み降ろし用のローディングランプを備えていた。
A101開発の最終段階は、胴体を3 m (10 ft)延長することとエンジンをより強力なゼネラル・エレクトリック T58に換装することであった。この結果、顕著な性能の向上が見られたがイタリア政府はこのアグスタ社自製の機体ではなく同社にSH-3 シーキングの派生型をライセンス生産することを命じた。
唯1機の試作機はカッシーナ・コスタ（Cascina Costa）にあるアグスタ博物館に所蔵されている。

## 性能･主要諸元
（AZ 101G）
- 定員：乗員2 名
- 搭載量：乗客35名 又は 貨物5,000 kg (11,000 lb) 又は 担架18床と看護要員5名
- 全長：20.2 m (66 ft 3 in)
- 全高：6.6 m (12 ft 8 in)
- 空虚重量：6,400 kg (14,000 lb)
- 全備重量：11,500 kg (25,000 lb)
- 主回転翼直径：19.8 m (64 ft 11 in)
- 円板面積：308 m² (3,314 ft²)
- 発動機：3 × Rolls-Royce Gnome H1400 ターボシャフトエンジン 1,030 kW (1,380 hp)
- 超過禁止速度：225 km/h=M0.18 (140 mph)
- 巡航高度：3,950 m (13,000 ft)
- 航続距離：383 km (239 miles)
- 上昇率：12.3 m/s (2,420 ft/min)